# Marc Dietrich

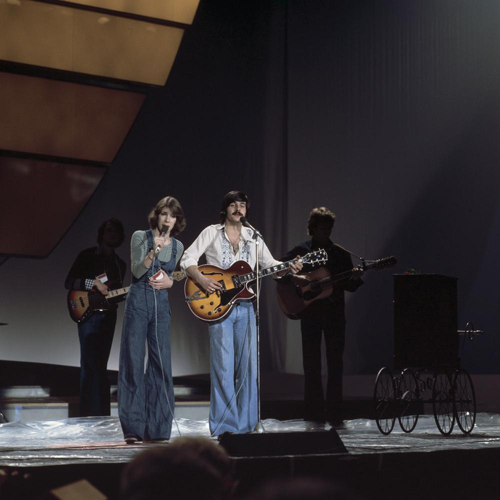
Marc Dietrich (vorne rechts) als Teil von Peter, Sue & Marc mit dem Beitrag Djambo Djambo beim Eurovision Song Contest 1976

Marc Dietrich (* 26. September 1948 in Bern), alias Cuco, eigentlich Marcel Dietrich, ist ein Schweizer Sänger. Er war bis 1981 Mitglied der Gruppe Peter, Sue & Marc.

## Leben
Marc Dietrich lernte Peter Reber in seiner Jugend kennen. Dietrich war Schlagzeuger und spielte mit Reber zusammen in einer Beatband, die 1963 und 1964 im Berner Mattequartier bei Tanzabenden auftrat. Dietrich lernte 1968 Sue Schell bei einem Fest kennen und stellte sie später Peter Reber vor. Das war der Beginn des Trios Peter, Sue & Marc. Mit diesem Trio trat Dietrich 1971, 1976, 1979 und 1981 für die Schweiz beim Eurovision Song Contest auf. Anlässlich der Punktevergabe der Schweizer Jury beim Eurovision Song Contest 1981 entschuldigte sich Dietrich bei der deutschen Interpretin Lena Valaitis. Vor der Stimmvergabe der Schweizer, die als vorletzte erfolgte, hatten die Schweiz, Deutschland und das Vereinigte Königreich mit je 120 Punkten gleichauf auf dem ersten Platz gelegen. Die Schweizer Jury vergab als einzige im gesamten Wettbewerb an Deutschland keine Punkte, sprach dem Vereinigten Königreich aber 8 Punkte zu und ebnete so den Weg für den Sieg der Gruppe Bucks Fizz.
1981 lösten sich Peter, Sue & Marc auf. Im Januar 1987 nahm Dietrich als Solokünstler an der Schweizer Vorentscheidung zum Eurovision Song Contest teil. Mit dem in Deutsch gesungenen Nostradamus erreichte er einen zweiten Platz hinter Carol Rich.
Dietrich hat zwei Söhne aus erster Ehe und einen unehelichen Sohn.
Dietrich eröffnete nach der Auflösung von Peter, Sue & Marc ein Weingeschäft in der Berner Altstadt. Das Geschäft schloss er später wieder zugunsten einer Anstellung als Liegenschaftsverwalter in einer Immobilienfirma. 2005 erlitt Dietrich einen Herzinfarkt. Auch später hatte er Probleme mit seiner Gesundheit und musste einige Male am Rücken operiert werden. Aufgrund eines Burn-out-Syndroms verlor er seine Stelle bei der Immobilienfirma. Er putzte während seiner Arbeitslosigkeit freiwillig die Strassen von Bern und wurde später sogar von der Stadt dafür angestellt.
Regisseur Mirco Vogelsang ermöglichte Dietrich 2012 im Musical «Alperose – Das Musical» die Rolle als Stammtisch-Kumpel Heiri. 2014 spielte er im historischen Freilicht-Schauspiel «1476» den Soldaten Wilhelm. 2019 mimte er die Hauptfigur  Chachelihannes in der gleichnamigen Gotthelf-Produktion der Freilichtspiele Moosegg.